# バーギャシュリー
バーギャシュリー（Bhagyashree、1969年2月23日 - ）は、インドのヒンディー語映画、カンナダ語映画、マラーティー語映画、テルグ語映画、ボージュプリー語映画で活動する女優。

## キャリア
1987年に『若草物語』を原作としたテレビシリーズ『Kachchi Dhoop』で女優デビューした。彼女は同シリーズの監督アモール・パレカルに対し、突然降板した女優の代役として自分を起用するように申し出て役を獲得した。
1989年に『私は愛を知った』でサルマーン・カーンと共演し、映画デビューを果たした。同作で演技を評価されたバーギャシュリーはフィルムフェア賞 新人女優賞を受賞し、彼女のキャリアの中で最も成功した作品として同作が挙げられている。結婚後の1992年には『Qaid Mein Hai Bulbul』『Tyagi』『Paayal』に出演し、『Paayal』では夫ヒマーラヤ・ダサーニーと共演している。1993年には『Ghar Aaya Mera Pardesi』に出演し、これ以降はテルグ語映画に出演するようになった。2000年代中盤からはヒンディー語映画に復帰し、『Maa Santoshi Maa』『Humko Deewana Kar Gaye』『Red Alert: The War Within』に出演した。2009年以降はテレビシリーズから遠ざかっていたが、2014年から2015年にかけて放送された『Laut Aao Trisha』でテレビシリーズに復帰した。
女優業の他に、夫ヒマーラヤと共同でメディア企業シュリシュティ・エンターテインメントを経営している。2015年3月にはマハーラーシュトラ州政府が主導するバーギャシュリー計画（貧困家庭の女児への資金援助政策）のブランド大使に任命された。

## 家族
マハーラーシュトラ州サーングリーの王族の出身であり、父ヴィジャイ・シングラオ・マダヴラオ・パトワルダンは同地のマハーラージャだった。バーギャシュリーは3人姉妹の長女であり、妹にはマドゥワンティーとプルニマがいる。
俳優のヒマーラヤ・ダサーニーと結婚して1男1女を生んだ。息子アビマニュ・ダサーニーは『燃えよスーリヤ!!』で俳優デビューしており、娘アヴァンティカ・ダサーニーはモデルとして活動している。

## フィルモグラフィ

### 映画
- 私は愛を知った（英語版）（1989年）
- Qaid Mein Hai Bulbul（1992年）
- Tyagi（1992年）
- Paayal（1992年）
- Ghar Aaya Mera Pardesi（1993年）
- Ammavra Ganda（1997年）
- Sautan Ki Sautan（1997年）
- Omkaram（1997年）
- Rana（1998年）
- Satru Dhwansa（1999年）
- Shotru Dhongsho（2002年）
- Avunaa!（2003年）
- Maa Santoshi Maa（2003年）
- Hawas（2005年）
- Uthaile Ghoonghta Chand Dekhle（2005年）
- Ego Chumma Deda Sasurji（2005年）
- Humko Deewana Kar Gaye（2006年）
- Janani（2006年）
- Gandugali Kumara Rama（2006年）
- Janam Janam Ke Saath（2007年）
- Mumbai Aamchich（2007年）
- Zhak Marli Bayko Keli（2009年）
- Sati Behula（2010年）
- Red Alert: The War Within（2010年）
- Deva（2013年）
- Seetharama Kalyana（2019年）

### テレビシリーズ
- Kachchi Dhoop（1987年）
- Honi Anhoni（1987年）

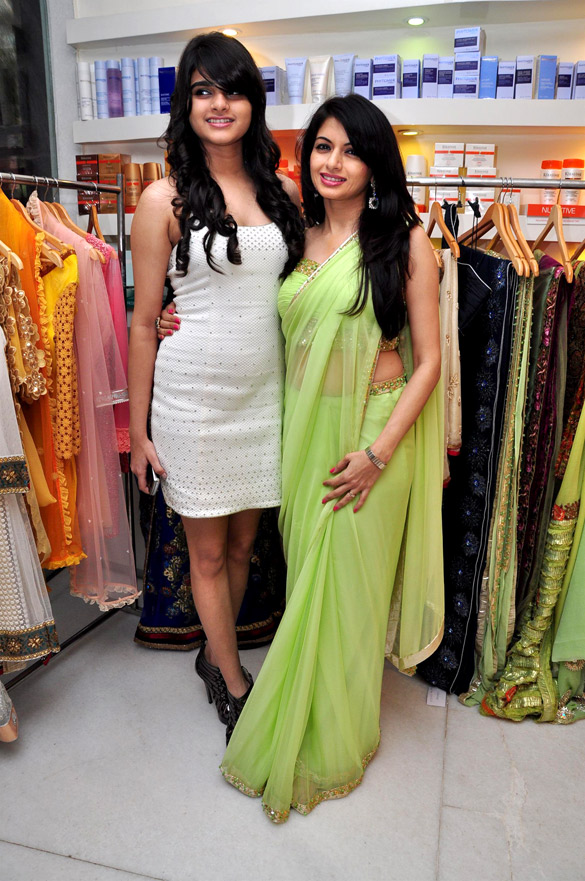
バーギャシュリーとアヴァンティカ・ダサーニー（2012年）

- Kisse Miya Biwi Ke（1987年）
- Didi Ka Dulha Apna Bana Lu（1989年）
- Samjhota（1996年）
- Saraab（1996年）
- Aandhi Jazbaton Ki（1997年）
- Jaan（1999年）
- Sambandh（2000年）
- CID（2001年）
- Kaagaz Ki Kasti（2002年）
- Jubilee Plus（2002年）
- Smriti（2002年）
- Tanha Dil Tanha Safar（2002年）
- Kabhie Kabhie（2003年）
- Jhalak Dikhhla Jaa 3（2009年）
- Laut Aao Trisha（2014年-2015年）